# Evi Sachenbacher-Stehle
Pour les articles homonymes, voir Stehle.
Evi Sachenbacher-Stehle, née le 27 novembre 1980 à Traunstein, est une fondeuse allemande, devenue biathlète. Elle habite à Reit im Winkl. En Allemagne, elle est une des skieuses les plus connues, parce qu'elle a gagné deux médailles aux Jeux olympiques de 2002 et 2010. Son mari Johannes Stehle est aussi un skieur allemand.

## Biographie
La skieuse fait ses débuts dans les compétitions de la FIS en fin d'année 1997. Un an plus tard, à l'âge de dix-huit ans, elle est appelée à disputer des épreuves de la Coupe du monde de ski de fond, marquant des points dès sa première saison. En décembre 2001, elle s'impose sur le sprint libre de Garmisch-Partenkirchen, pour établir son meilleur classement dans la discipline en Coupe du monde : quatrième. Après ce premier podium, elle prend part aux Jeux olympiques de Salt Lake City, où elle connaît les joies du podium individuellement avec la médaille d'argent au sprint derrière Julija Tchepalova et en relais, l'or avec Manuela Henkel, Viola Bauer et Claudia Künzel-Nystad. Lors de la saison suivante, elle montre sa polyvalence au plus haut niveau en remportant le cinq kilomètres libre de Kiruna et terminant deuxième du sprint à Reit im Winkl, sa ville de résidence. Elle aussi aide à trois relais allemands à gagner en Coupe du monde et obtient la médaille d'argent aux Championnats du monde sur la poursuite et le titre sur le relais avec la même équipe qu'aux jeux l'an dernier. Elle finit quatrième au classement général de la Coupe du monde, marque qu'elle réalise de nouveau en 2006.
Âgée de vingt-six ans lors des Jeux olympiques de Turin, elle est interdite de course par la fédération internationale de ski en raison d'un taux d'hémoglobine trop élevé lors d'un contrôle inopiné. Elle est soutenue par la fédération allemande de ski qui souligne avoir averti en 2005 de la fluctuation de son taux d'hémoglobine naturel d'Evi Sachenbacher. Devant la position de la FIS, elle menace alors de mettre un terme à sa carrière fin 2006. En octobre 2007, la FIS n'est toujours pas convaincue par les explications du docteur Wolfarth à propos des fluctuations du taux d'Evi, toutefois hormis sa suspension de cinq jours, elle a toujours pu prendre part aux compétitions, remportant la médaille d'argent au relais.
Aux Jeux olympiques d'hiver de 2010, la fondeuse monte sur son troisième podium consécutif en relais, prenant de nouveau la médaille d'argent, puis en ajoute un quatrième en remportant le titre olympique du sprint par équipes.
En 2012, elle décide de changer de sport en passant du ski de fond au biathlon à l'âge de trente-et-un ans à la suite de la retraite de la star Magdalena Neuner et sur la demande de sa fédération. Sa première saison de Coupe du monde de biathlon se solde par une quarante-sixième place du classement général, avec comme meilleur résultat une sixième place lors du sprint de Sotchi, où elle remporte le succès avec le relais. En janvier 2014, elle obtient son deuxième succès en relais à Ruhpolding.
Lors des Jeux olympiques de Sotchi en 2014, elle termine quatrième de la course en ligne, puis de nouveau quatrième avec le relais mixte. Le 21 février, le Comité international olympique informe la fédération allemande de ski que Sachenbacher a été contrôlée positive, pour l'échantillon A, à la méthylhexanamine. En novembre 2014, elle est blanchie par le Tribunal arbitral du sport mais annonce avoir choisi à ne pas continuer sa carrière sportive, fatiguée de faire face aux accusations.

## Palmarès

### Jeux olympiques
| Épreuve / Édition                   | Sprint                           | Sprint                           | 10 km                            | 10 km                            | 15 km mass-start                 | Poursuite | 30 km | Relais                           | Relais  |
| Épreuve / Édition                   | libre                            | classique                        | libre                            | classique                        | 15 km mass-start                 | Poursuite | 30 km | Sprint                           | 4 × 5km |
| Jeux olympiques 2002 Salt Lake City | Argent                           | Argent                           | Épreuve inexistante à cette date | —                                | 12e                              | 18e       | —     | Épreuve inexistante à cette date | Or      |
| Jeux olympiques 2006 Turin          | —                                | Épreuve inexistante à cette date | Épreuve inexistante à cette date | 20e                              | Épreuve inexistante à cette date | —         | 13e   | 5e                               | Argent  |
| Jeux olympiques 2010 Vancouver      | Épreuve inexistante à cette date | —                                | 12e                              | Épreuve inexistante à cette date | Épreuve inexistante à cette date | 11e       | 4e    | Or                               | Argent  |

- La poursuite est disputée sur un format de 2 × 5 km en 2002 puis 2 × 7,5 km ensuite
- Le 30 km est disputé en classique en 2002, puis en course en ligne, en libree en 2006 et en classique en 2010

| Épreuve / Édition           | Individuel | Sprint | Poursuite | Départ en masse | Relais | Relais mixte |
| Jeux olympiques 2014 Sotchi | 20e        | 11e    | 27e       | Disqualifiée    | —      | Disqualifiée |

Légende :
- : pas d'épreuve
- — : n'a pas participé à l'épreuve

### Championnats du monde
| Épreuve / Édition                         | Épreuve / Édition                         | Ramsau 1999 | Lahti 2001 | Val di Fiemme 2003 | Oberstdorf 2005 | Sapporo 2007 | Liberec 2009 | Oslo 2011 |
| Sprint Libre                              | Sprint Libre                              |             |            | 5e                 |                 |              |              |           |
| Sprint par équipes                        | Classique                                 |             |            |                    |                 |              | 7e           |           |
| Sprint par équipes                        | Libre                                     |             |            |                    |                 | Argent       |              |           |
| 5 km Classique                            | 5 km Classique                            | 23e         |            |                    |                 |              |              |           |
| Poursuite 7,5 km classique + 7,5 km libre | Poursuite 7,5 km classique + 7,5 km libre |             |            |                    |                 | 4e           | 10e          |           |
| 10 km                                     | Libre                                     |             |            |                    | 17e             | 6e           |              |           |
| 10 km                                     | Poursuite                                 |             |            | Argent             |                 |              |              |           |
| 15 km                                     | Classique                                 |             | 31e        |                    |                 |              |              |           |
| 15 km                                     | Poursuite                                 | 25e         |            |                    |                 |              |              | 13e       |
| 30 km                                     | Classique départ en ligne                 |             |            |                    |                 | 10e          |              |           |
| 30 km                                     | Libre départ en ligne                     |             |            | 6e                 |                 |              | DNS          | 13e       |
| Relais 4 × 5 km                           | Relais 4 × 5 km                           |             |            | Or                 | 4e              |              | Argent       | 5e        |

### Coupe du monde
- Meilleur classement général : 4e en 2003 et 2006.
  - Meilleur classement en distance : 5e en 2006.
  - Meilleur classement en sprint : 4e en 2002.
- 36 podiums : 
  - 24 podiums en épreuve par équipes, dont 7 victoires.
  - 12 podiums en épreuve individuelle ,dont 3 victoires.

#### Détail des victoires
| Épreuve / Édition | Sprint                 | Sprint    | 5 km   | 5 km      | Skiathlon 2 × 7.5 km (poursuite) | 15 km | 15 km     | 30 km libre | Tour de ski ou Finales ou Nordic Opening |
| Épreuve / Édition | libre                  | classique | libre  | classique | Skiathlon 2 × 7.5 km (poursuite) | libre | classique | 30 km libre | Tour de ski ou Finales ou Nordic Opening |
| 2001-02           | Garmisch-Partenkirchen |           |        |           |                                  |       |           |             |                                          |
| 2002-03           |                        |           | Kiruna |           |                                  |       |           |             |                                          |
| 2005-06           |                        |           |        |           | Falun                            |       |           |             |                                          |

#### Classements en Coupe du monde
| Saison    | Classement général final | Classement distance | Classement sprint |
| 1998-1999 | 44e                      |                     | 51e               |
| 1999-2000 | 49e                      |                     | 38e               |
| 2000-2001 | 43e                      |                     | 41e               |
| 2001-2002 | 16e                      |                     | 4e                |
| 2002-2003 | 4e                       |                     | 9e                |
| 2003-2004 | 11e                      | 12e                 | 13e               |
| 2004-2005 | 14e                      | 13e                 | 31e               |
| 2005-2006 | 4e                       | 5e                  | 19e               |
| 2006-2007 | 9e                       | 14e                 | 18e               |
| 2007-2008 | 10e                      | 10e                 | 11e               |
| 2008-2009 | 17e                      | 17e                 | 29e               |
| 2009-2010 | 16e                      | 13e                 | 39e               |
| 2010-2011 | 60e                      | 40e                 |                   |

### Championnat du monde junior
- Saalfelden 1999 : Médaille de bronze du 15 km style libre.
- Strbske Pleso 2000 : Médaille d'or du 15 km style classique et médaille de bronze du 5 km style libre.

### Coupe du monde de biathlon
- Meilleur classement général : 46e en 2013 et 2014.
- Meilleur résultat individuel : 6e.
- 2 victoires en relais.

#### Classements en Coupe du monde
| Saison    | Classement général final | Individuel | Sprint | Poursuite | Mass start |
| 2012-2013 | 46e                      | 52e        | 41e    | 44e       |            |
| 2013-2014 | 46e                      | 34e        | 51e    | 49e       | 35e        |

### IBU Cup
- 4 podiums individuels.